# Мислав Оршич
Мислав Оршич (на хърватски: Mislav Oršić) е хърватски футболист, роден на 29 декември 1992 в Загреб, нападател, Състезател на кипърския Пафос и националния отбор на Хърватия.

## Отличия

### Улсан Хюндай
- Купа на Южна Корея (1): 2017

### Динамо Загреб
- Шампион на Хърватия (4): 2018/19, 2019/20, 2020/21, 2021/22
- Носител на Купата на Хърватия (1): 2020/21
- Носител на Суперкупата на Хърватия (2): 2019, 2022

### Хърватия
- Трето място и бронзов медал на Световното първенство по футбол 2022 в  Катар.[1]